# Stichtsche Cricket en Hockey Club
Maillots
Le Stichtsche Cricket en Hockey Club, communément appelé SCHC, est un club sportif néerlandais basé à Bilthoven, Utrecht . Le club a été fondé le 22 novembre 1906. Le club est surtout connu pour son département hockey sur gazon mais il a aussi une section rugby union et une section cricket.
La première équipe de hockey masculin a joué dans la deuxième division jusqu'à la saison 2020-2021 appelée Promotieklasse après avoir été reléguée dans la saison 2018-2019. Alors que l'équipe féminine joue au plus haut niveau depuis 2004.

## Honneurs

### Hommes
Hoofdklasse
- Champion (1): 1958-1959

Hoofdklasse en salle
- Champions (2): 2000, 2019

### Femmes
Coupe d'Europe féminine de hockey sur gazon des clubs champions
- Champions (1): 2015

## Joueurs notables

### Internationaux masculins
Pays-Bas
- Roderik Bouwman
- Jacques Brinkman
- Thierry Brinkman
- Geert-Jan Derikx
- Rob Derikx
- Floris Evers
- Erik Jazet
- Roderick Weusthof
- Jeroen Zweerts
- Koen van Doorn
- Philippe Bouvy
- Marc-Jan Dikzaksen

 Argentine
- Lucas Cammareri
- Matías Cammareri
- Pedro Ibarra

 Irlande
- Michael Darling
- Conor Harte
- David Harte
- Michael Watt

 Espagne
- Albert Sala

### Internationaux féminins
Pays-Bas
- Roos Drost
- Ellen Hoog
- Carlien Dirkse van den Heuvel
- Caia van Maasakker
- Ginella Zerbo
- Sophie Polkamp
- Inge Vermeulen
- Xan de Waard
- Carlijn Welten

 Argentine
- Soledad García
- Mariana González Oliva
- Delfina Merino

 Angleterre /  Grande-Bretagne
- Beth Storry
- Maddie Hinch

 Brésil 
- Inge Vermeulen